# ارثیه شوم (فیلم)
ارثیه شوم (به هندی: Thakshak) فیلمی محصول سال ۱۹۹۹ و به کارگردانی گوویند نیهلانی است. در این فیلم بازیگرانی همچون اجی دیوگن، تابو، راهول بس، نترا راگرامن، آمریش پوری، گویندا نمدف ایفای نقش کرده‌اند.